# Frank Capra Achievement Award
Der Frank Capra Achievement Award ist ein US-amerikanischer Filmpreis, der seit 1980 von der Directors Guild of America (DGA) verliehen wird. Der Preis wird an Regieassistenten oder Filmproduktionsleiter verliehen, die sich für die DGA oder die Filmindustrie verdient gemacht haben. Die Auszeichnung ist nach dem US-amerikanischen Filmregisseur Frank Capra (1897–1991) benannt.

## Preisträger
Ein – markiert ein Jahr, in dem der Preis nicht verliehen wurde.
- 1980: Emmett Emmerson
- 1981: Francisco Day
- 1982: David Golden und Wallace Worsley
- 1983: William Beaudine jr. und William C. Gerrity
- 1984: –
- 1985: Jane Schimmel und Abby Singer
- 1986: –
- 1987: Henry E. Brill
- 1988: Alex Hapsas
- 1989: –
- 1990: Stanley Ackerman
- 1991: Howard W. Koch
- 1992: –
- 1993: Will Sheldon
- 1994: –
- 1995: Peter A. Runfulo
- 1996: –
- 1997: –
- 1998: Bob Jeffords
- 1999: Tom Joyner
- 2000: Cheryl R. Downey
- 2001: –
- 2002: Burt Bluestein
- 2003: Yudi Bennett
- 2004: Stephen A. Glanzrock
- 2005: Herb Adelman
- 2006: Jerry Ziesmer
- 2007: –
- 2008: Liz Ryan
- 2009: Kim Kurumada
- 2010: Cleve Landsberg
- 2011: –
- 2012: Katy E. Garretson
- 2013: Susan Zwerman
- 2014: Lee Blaine
- 2015: Phillip M. Goldfarb
- 2016: Mary Rae Thewlis
- 2017: Marie Cantin
- 2018: Dwight Williams
- 2019: Kathleen McGill
- 2020: Duncan S. Henderson
- 2021: Brian E. Frankish
- 2022: Joseph P. Reidy
- 2023: Mark Hansson